# Quetzalcoatlus
Quetzalcoatlus (il cui nome deriva dal dio serpente piumato azteco, Quetzalcoatl, in lingua nahuatl) è un genere estinto di pterosauro azhdarchide di grandi dimensioni, vissuto nel Cretaceo superiore, circa 68-66 milioni di anni fa (Maastrichtiano), in Nord America. Il genere comprende due specie: la specie tipo, Q. northropi, nominata da Douglas Lawson nel 1975; e una seconda specie più piccola, Q. lawsoni, rimasta per anni indeterminata e ufficialmente denominata solo nel 2021 da Brian Andres e Wann Langston Jr. (postumo). Quetzalcoatl appartiene alla famiglia degli Azhdarchidae, un gruppo di pterosauri generalmente di grandi dimensioni, caratterizzati da un lungo becco privo di denti e da un collo lungo e rigido.

## Descrizione

### Dimensioni

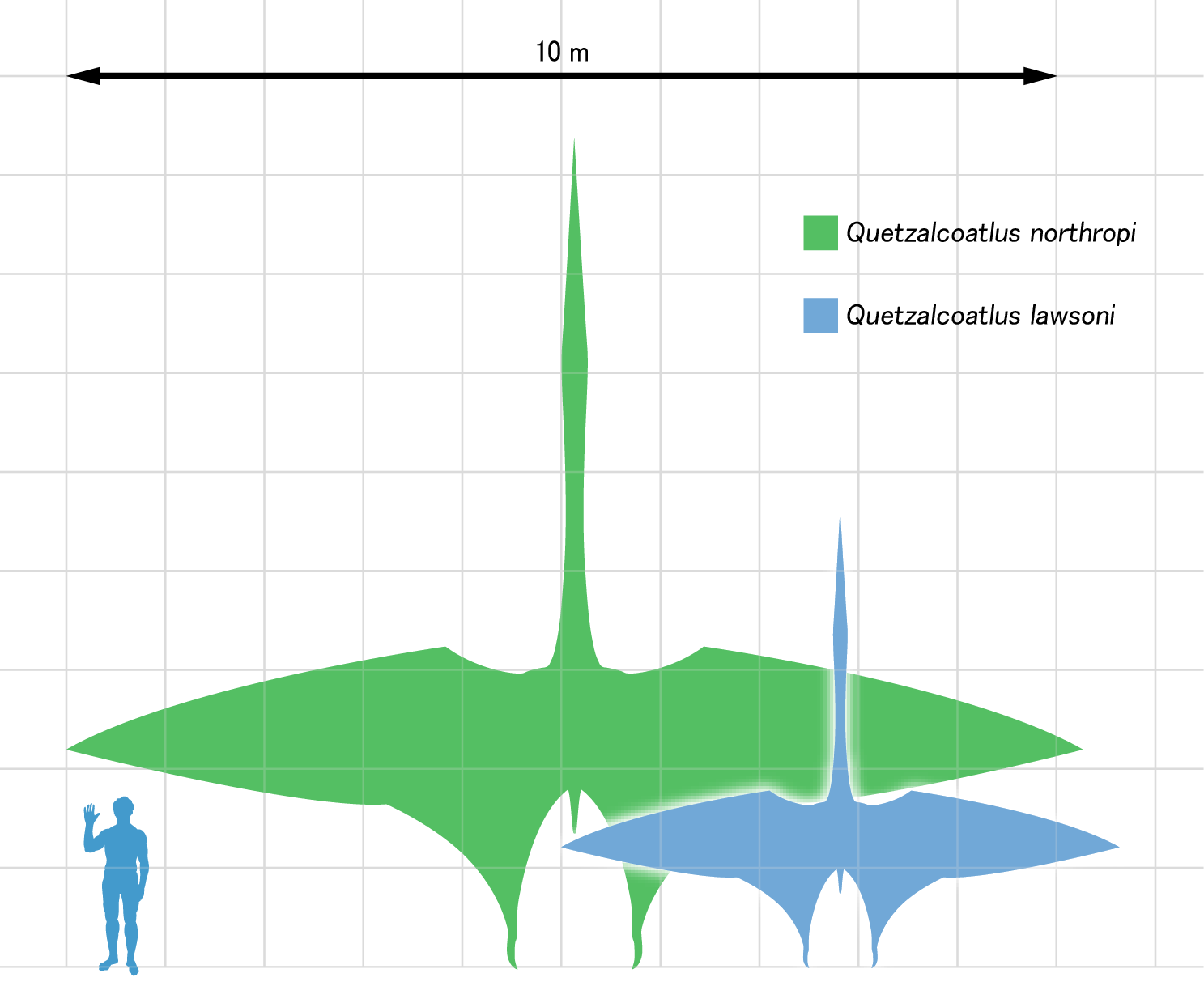
Dimensioni di Q. northropi (in verde) e Q. lawsoni (in blu) a confronto con un uomo

Quando Quetzalcoatl fu descritto per la prima volta come nuova specie nel 1975, gli scienziati stimarono che i più grandi fossili appartenessero a un individuo con un'apertura alare di circa 15,9 metri. Tali stime derivavano da tre diverse estrapolazioni basate sulle proporzioni di altri pterosauri, che restituivano valori compresi tra 11, 15,5 e 21 metri. Tuttavia, ulteriori studi condotti nel 1981 portarono a una revisione al ribasso, stimando un'apertura alare compresa tra 11 e 12 metri.
Stime più recenti, basate su una conoscenza più accurata delle proporzioni degli azhdarchidi, indicano un'apertura alare compresa tra 10 e 11 metri. I resti ritrovati in Texas nel 1971 suggeriscono che Quetzalcoatlus potesse raggiungere almeno 11 metri di apertura alare. In posizione eretta su due zampe, l'animale avrebbe raggiunto circa 3 metri d'altezza alla spalla e fino a 5 metri alla sommità della testa.
Le stime di peso per Quetzalcoatlus sono particolarmente controverse, a causa dell'assenza di specie moderne con dimensioni e morfologia paragonabili. Di conseguenza, le valutazioni variano sensibilmente. Alcuni studi ipotizzano che fosse un animale relativamente leggero, con un peso di circa 70 kg per un individuo con apertura alare di 10 metri. Tuttavia, la maggior parte degli studiosi suggerisce un peso ben più elevato, compreso tra 200 e 250 kg.

### Cranio

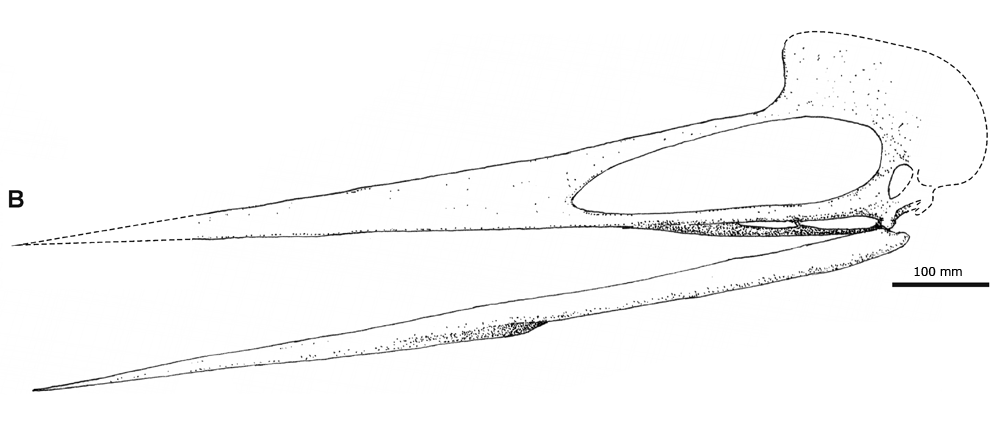
Cranio di Q. lawsoni

Il materiale cranico attribuito a Q. lawsoni mostra che Quetzalcoatlus possedeva un becco lungo, stretto e appuntito, simile a quello di moderni uccelli come marabù e cicogne. Questo contrasta con alcune vecchie ricostruzioni che raffiguravano un muso più corto e smussato, a causa dell'inclusione involontaria di resti mascellari appartenenti a un altro pterosauro. Questi resti sono stati successivamente riconosciuti come appartenenti a un nuovo genere di azhdarchide dal muso corto, Wellnhopterus, ufficialmente descritto nel 2021. Quetzalcoatlus possedeva anche una cresta cranica, ma la sua forma e dimensione esatta restano incerte a causa dell'incompletezza del materiale fossile finora disponibile.

## Classificazione

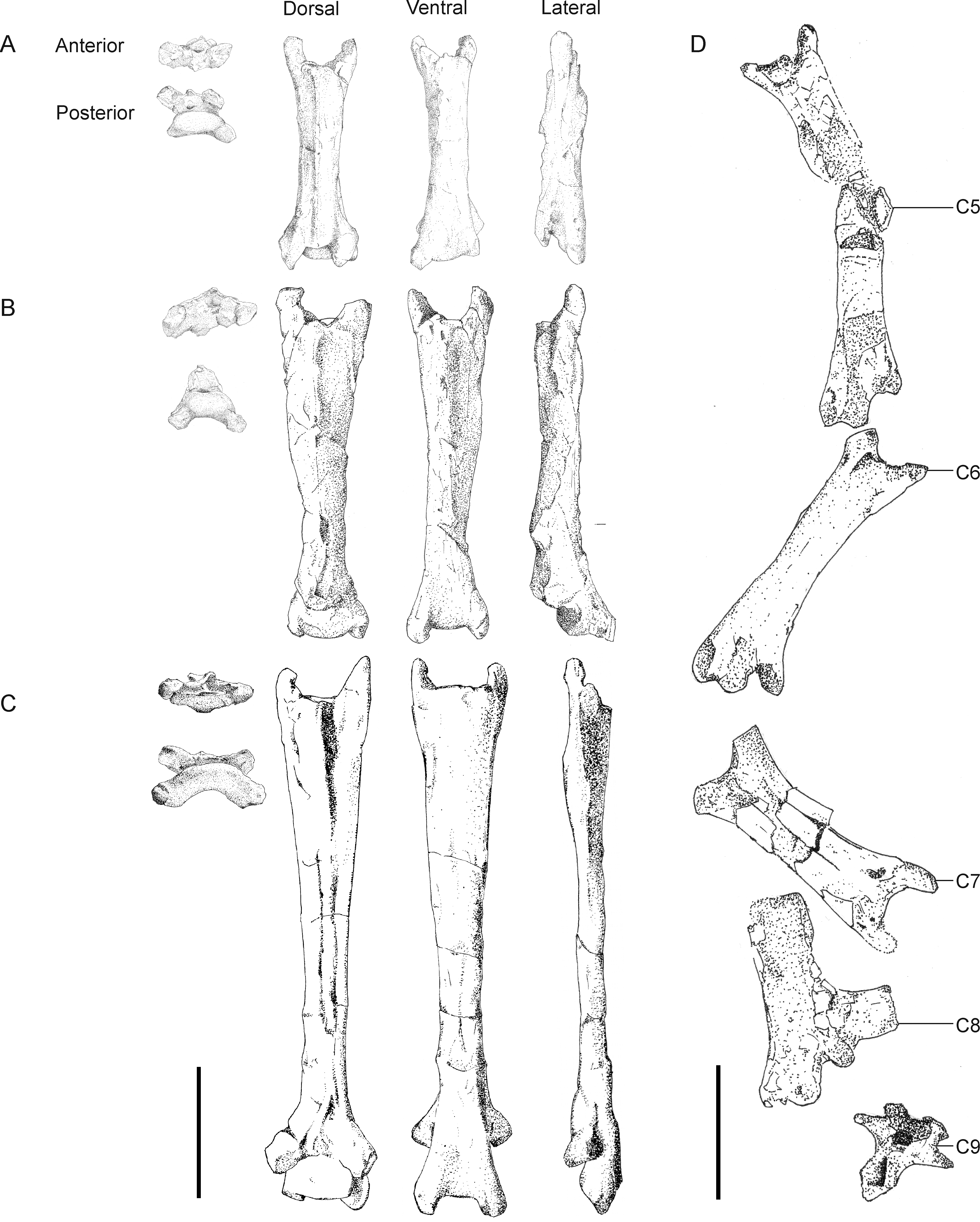
Un confronto delle vertebre cervicali di Quetzalcoatlus (a sinistra) con l'olotipo di Phosphatodraco (a destra)

Di seguito è riportato un cladogramma che mostra la collocazione filogenetica di Quetzalcoatlus all'interno di Neoazhdarchia, dagli studi di Andres e Myers (2013).
|  | Thalassodromeus sethi                                                            |
|  |                                                                                  |
|  | \| \| Tupuxuara leonardii \| \| \| \| \| \| Tupuxuara longicristatus \| \| \| \| |
|  |                                                                                  |
|  | Tupuxuara leonardii                                                              |
|  |                                                                                  |
|  | Tupuxuara longicristatus                                                         |
|  |                                                                                  |

|  | Tupuxuara leonardii      |
|  |                          |
|  | Tupuxuara longicristatus |
|  |                          |

|  | Domeykodactylus ceciliae |
|  |                          |
|  | Dsungaripterus weii      |
|  |                          |

|  | Noripterus complicidens |
|  |                         |
|  | Noripterus parvus       |
|  |                         |

|  | Domeykodactylus ceciliae |
|  |                          |
|  | Dsungaripterus weii      |
|  |                          |

|  | Noripterus complicidens |
|  |                         |
|  | Noripterus parvus       |
|  |                         |

|  | Thalassodromeus sethi                                                            |
|  |                                                                                  |
|  | \| \| Tupuxuara leonardii \| \| \| \| \| \| Tupuxuara longicristatus \| \| \| \| |
|  |                                                                                  |
|  | Tupuxuara leonardii                                                              |
|  |                                                                                  |
|  | Tupuxuara longicristatus                                                         |
|  |                                                                                  |

|  | Tupuxuara leonardii      |
|  |                          |
|  | Tupuxuara longicristatus |
|  |                          |

|  | Domeykodactylus ceciliae |
|  |                          |
|  | Dsungaripterus weii      |
|  |                          |

|  | Noripterus complicidens |
|  |                         |
|  | Noripterus parvus       |
|  |                         |

|  | Domeykodactylus ceciliae |
|  |                          |
|  | Dsungaripterus weii      |
|  |                          |

|  | Noripterus complicidens |
|  |                         |
|  | Noripterus parvus       |
|  |                         |

|  | Shenzhoupterus chaoyangensis                                                  |
|  |                                                                               |
|  | \| \| Chaoyangopterus zhangi \| \| \| \| \| \| Jidapterus edentus \| \| \| \| |
|  |                                                                               |
|  | Chaoyangopterus zhangi                                                        |
|  |                                                                               |
|  | Jidapterus edentus                                                            |
|  |                                                                               |

|  | Chaoyangopterus zhangi |
|  |                        |
|  | Jidapterus edentus     |
|  |                        |

|  | Shenzhoupterus chaoyangensis                                                  |
|  |                                                                               |
|  | \| \| Chaoyangopterus zhangi \| \| \| \| \| \| Jidapterus edentus \| \| \| \| |
|  |                                                                               |
|  | Chaoyangopterus zhangi                                                        |
|  |                                                                               |
|  | Jidapterus edentus                                                            |
|  |                                                                               |

|  | Chaoyangopterus zhangi |
|  |                        |
|  | Jidapterus edentus     |
|  |                        |

|  | Zhejiangopterus linhaiensis |
|  | |
|  | \| \| Arambourgiania philadelphiae \| \| \| \| \| \| Quetzalcoatlus northropi \| \| \| \| \| \| Quetzalcoatlus lawsoni \| \| \| \| |
|  | |
|  | Arambourgiania philadelphiae |
|  | |
|  | Quetzalcoatlus northropi |
|  | |
|  | Quetzalcoatlus lawsoni |
|  | |

|  | Arambourgiania philadelphiae |
|  |                              |
|  | Quetzalcoatlus northropi     |
|  |                              |
|  | Quetzalcoatlus lawsoni       |
|  |                              |

|  | Zhejiangopterus linhaiensis |
|  | |
|  | \| \| Arambourgiania philadelphiae \| \| \| \| \| \| Quetzalcoatlus northropi \| \| \| \| \| \| Quetzalcoatlus lawsoni \| \| \| \| |
|  | |
|  | Arambourgiania philadelphiae |
|  | |
|  | Quetzalcoatlus northropi |
|  | |
|  | Quetzalcoatlus lawsoni |
|  | |

|  | Arambourgiania philadelphiae |
|  |                              |
|  | Quetzalcoatlus northropi     |
|  |                              |
|  | Quetzalcoatlus lawsoni       |
|  |                              |

|  | Zhejiangopterus linhaiensis |
|  | |
|  | \| \| Arambourgiania philadelphiae \| \| \| \| \| \| Quetzalcoatlus northropi \| \| \| \| \| \| Quetzalcoatlus lawsoni \| \| \| \| |
|  | |
|  | Arambourgiania philadelphiae |
|  | |
|  | Quetzalcoatlus northropi |
|  | |
|  | Quetzalcoatlus lawsoni |
|  | |

|  | Arambourgiania philadelphiae |
|  |                              |
|  | Quetzalcoatlus northropi     |
|  |                              |
|  | Quetzalcoatlus lawsoni       |
|  |                              |

|  | Zhejiangopterus linhaiensis |
|  | |
|  | \| \| Arambourgiania philadelphiae \| \| \| \| \| \| Quetzalcoatlus northropi \| \| \| \| \| \| Quetzalcoatlus lawsoni \| \| \| \| |
|  | |
|  | Arambourgiania philadelphiae |
|  | |
|  | Quetzalcoatlus northropi |
|  | |
|  | Quetzalcoatlus lawsoni |
|  | |

|  | Arambourgiania philadelphiae |
|  |                              |
|  | Quetzalcoatlus northropi     |
|  |                              |
|  | Quetzalcoatlus lawsoni       |
|  |                              |

|  | Zhejiangopterus linhaiensis |
|  | |
|  | \| \| Arambourgiania philadelphiae \| \| \| \| \| \| Quetzalcoatlus northropi \| \| \| \| \| \| Quetzalcoatlus lawsoni \| \| \| \| |
|  | |
|  | Arambourgiania philadelphiae |
|  | |
|  | Quetzalcoatlus northropi |
|  | |
|  | Quetzalcoatlus lawsoni |
|  | |

|  | Arambourgiania philadelphiae |
|  |                              |
|  | Quetzalcoatlus northropi     |
|  |                              |
|  | Quetzalcoatlus lawsoni       |
|  |                              |

|  | Zhejiangopterus linhaiensis |
|  | |
|  | \| \| Arambourgiania philadelphiae \| \| \| \| \| \| Quetzalcoatlus northropi \| \| \| \| \| \| Quetzalcoatlus lawsoni \| \| \| \| |
|  | |
|  | Arambourgiania philadelphiae |
|  | |
|  | Quetzalcoatlus northropi |
|  | |
|  | Quetzalcoatlus lawsoni |
|  | |

|  | Arambourgiania philadelphiae |
|  |                              |
|  | Quetzalcoatlus northropi     |
|  |                              |
|  | Quetzalcoatlus lawsoni       |
|  |                              |

|  | Zhejiangopterus linhaiensis |
|  | |
|  | \| \| Arambourgiania philadelphiae \| \| \| \| \| \| Quetzalcoatlus northropi \| \| \| \| \| \| Quetzalcoatlus lawsoni \| \| \| \| |
|  | |
|  | Arambourgiania philadelphiae |
|  | |
|  | Quetzalcoatlus northropi |
|  | |
|  | Quetzalcoatlus lawsoni |
|  | |

|  | Arambourgiania philadelphiae |
|  |                              |
|  | Quetzalcoatlus northropi     |
|  |                              |
|  | Quetzalcoatlus lawsoni       |
|  |                              |

|  | Zhejiangopterus linhaiensis |
|  | |
|  | \| \| Arambourgiania philadelphiae \| \| \| \| \| \| Quetzalcoatlus northropi \| \| \| \| \| \| Quetzalcoatlus lawsoni \| \| \| \| |
|  | |
|  | Arambourgiania philadelphiae |
|  | |
|  | Quetzalcoatlus northropi |
|  | |
|  | Quetzalcoatlus lawsoni |
|  | |

|  | Arambourgiania philadelphiae |
|  |                              |
|  | Quetzalcoatlus northropi     |
|  |                              |
|  | Quetzalcoatlus lawsoni       |
|  |                              |

|  | Shenzhoupterus chaoyangensis                                                  |
|  |                                                                               |
|  | \| \| Chaoyangopterus zhangi \| \| \| \| \| \| Jidapterus edentus \| \| \| \| |
|  |                                                                               |
|  | Chaoyangopterus zhangi                                                        |
|  |                                                                               |
|  | Jidapterus edentus                                                            |
|  |                                                                               |

|  | Chaoyangopterus zhangi |
|  |                        |
|  | Jidapterus edentus     |
|  |                        |

|  | Shenzhoupterus chaoyangensis                                                  |
|  |                                                                               |
|  | \| \| Chaoyangopterus zhangi \| \| \| \| \| \| Jidapterus edentus \| \| \| \| |
|  |                                                                               |
|  | Chaoyangopterus zhangi                                                        |
|  |                                                                               |
|  | Jidapterus edentus                                                            |
|  |                                                                               |

|  | Chaoyangopterus zhangi |
|  |                        |
|  | Jidapterus edentus     |
|  |                        |

|  | Zhejiangopterus linhaiensis |
|  | |
|  | \| \| Arambourgiania philadelphiae \| \| \| \| \| \| Quetzalcoatlus northropi \| \| \| \| \| \| Quetzalcoatlus lawsoni \| \| \| \| |
|  | |
|  | Arambourgiania philadelphiae |
|  | |
|  | Quetzalcoatlus northropi |
|  | |
|  | Quetzalcoatlus lawsoni |
|  | |

|  | Arambourgiania philadelphiae |
|  |                              |
|  | Quetzalcoatlus northropi     |
|  |                              |
|  | Quetzalcoatlus lawsoni       |
|  |                              |

|  | Zhejiangopterus linhaiensis |
|  | |
|  | \| \| Arambourgiania philadelphiae \| \| \| \| \| \| Quetzalcoatlus northropi \| \| \| \| \| \| Quetzalcoatlus lawsoni \| \| \| \| |
|  | |
|  | Arambourgiania philadelphiae |
|  | |
|  | Quetzalcoatlus northropi |
|  | |
|  | Quetzalcoatlus lawsoni |
|  | |

|  | Arambourgiania philadelphiae |
|  |                              |
|  | Quetzalcoatlus northropi     |
|  |                              |
|  | Quetzalcoatlus lawsoni       |
|  |                              |

|  | Zhejiangopterus linhaiensis |
|  | |
|  | \| \| Arambourgiania philadelphiae \| \| \| \| \| \| Quetzalcoatlus northropi \| \| \| \| \| \| Quetzalcoatlus lawsoni \| \| \| \| |
|  | |
|  | Arambourgiania philadelphiae |
|  | |
|  | Quetzalcoatlus northropi |
|  | |
|  | Quetzalcoatlus lawsoni |
|  | |

|  | Arambourgiania philadelphiae |
|  |                              |
|  | Quetzalcoatlus northropi     |
|  |                              |
|  | Quetzalcoatlus lawsoni       |
|  |                              |

|  | Zhejiangopterus linhaiensis |
|  | |
|  | \| \| Arambourgiania philadelphiae \| \| \| \| \| \| Quetzalcoatlus northropi \| \| \| \| \| \| Quetzalcoatlus lawsoni \| \| \| \| |
|  | |
|  | Arambourgiania philadelphiae |
|  | |
|  | Quetzalcoatlus northropi |
|  | |
|  | Quetzalcoatlus lawsoni |
|  | |

|  | Arambourgiania philadelphiae |
|  |                              |
|  | Quetzalcoatlus northropi     |
|  |                              |
|  | Quetzalcoatlus lawsoni       |
|  |                              |

|  | Zhejiangopterus linhaiensis |
|  | |
|  | \| \| Arambourgiania philadelphiae \| \| \| \| \| \| Quetzalcoatlus northropi \| \| \| \| \| \| Quetzalcoatlus lawsoni \| \| \| \| |
|  | |
|  | Arambourgiania philadelphiae |
|  | |
|  | Quetzalcoatlus northropi |
|  | |
|  | Quetzalcoatlus lawsoni |
|  | |

|  | Arambourgiania philadelphiae |
|  |                              |
|  | Quetzalcoatlus northropi     |
|  |                              |
|  | Quetzalcoatlus lawsoni       |
|  |                              |

|  | Zhejiangopterus linhaiensis |
|  | |
|  | \| \| Arambourgiania philadelphiae \| \| \| \| \| \| Quetzalcoatlus northropi \| \| \| \| \| \| Quetzalcoatlus lawsoni \| \| \| \| |
|  | |
|  | Arambourgiania philadelphiae |
|  | |
|  | Quetzalcoatlus northropi |
|  | |
|  | Quetzalcoatlus lawsoni |
|  | |

|  | Arambourgiania philadelphiae |
|  |                              |
|  | Quetzalcoatlus northropi     |
|  |                              |
|  | Quetzalcoatlus lawsoni       |
|  |                              |

|  | Zhejiangopterus linhaiensis |
|  | |
|  | \| \| Arambourgiania philadelphiae \| \| \| \| \| \| Quetzalcoatlus northropi \| \| \| \| \| \| Quetzalcoatlus lawsoni \| \| \| \| |
|  | |
|  | Arambourgiania philadelphiae |
|  | |
|  | Quetzalcoatlus northropi |
|  | |
|  | Quetzalcoatlus lawsoni |
|  | |

|  | Arambourgiania philadelphiae |
|  |                              |
|  | Quetzalcoatlus northropi     |
|  |                              |
|  | Quetzalcoatlus lawsoni       |
|  |                              |

|  | Zhejiangopterus linhaiensis |
|  | |
|  | \| \| Arambourgiania philadelphiae \| \| \| \| \| \| Quetzalcoatlus northropi \| \| \| \| \| \| Quetzalcoatlus lawsoni \| \| \| \| |
|  | |
|  | Arambourgiania philadelphiae |
|  | |
|  | Quetzalcoatlus northropi |
|  | |
|  | Quetzalcoatlus lawsoni |
|  | |

|  | Arambourgiania philadelphiae |
|  |                              |
|  | Quetzalcoatlus northropi     |
|  |                              |
|  | Quetzalcoatlus lawsoni       |
|  |                              |

|  | Thalassodromeus sethi                                                            |
|  |                                                                                  |
|  | \| \| Tupuxuara leonardii \| \| \| \| \| \| Tupuxuara longicristatus \| \| \| \| |
|  |                                                                                  |
|  | Tupuxuara leonardii                                                              |
|  |                                                                                  |
|  | Tupuxuara longicristatus                                                         |
|  |                                                                                  |

|  | Tupuxuara leonardii      |
|  |                          |
|  | Tupuxuara longicristatus |
|  |                          |

|  | Domeykodactylus ceciliae |
|  |                          |
|  | Dsungaripterus weii      |
|  |                          |

|  | Noripterus complicidens |
|  |                         |
|  | Noripterus parvus       |
|  |                         |

|  | Domeykodactylus ceciliae |
|  |                          |
|  | Dsungaripterus weii      |
|  |                          |

|  | Noripterus complicidens |
|  |                         |
|  | Noripterus parvus       |
|  |                         |

|  | Thalassodromeus sethi                                                            |
|  |                                                                                  |
|  | \| \| Tupuxuara leonardii \| \| \| \| \| \| Tupuxuara longicristatus \| \| \| \| |
|  |                                                                                  |
|  | Tupuxuara leonardii                                                              |
|  |                                                                                  |
|  | Tupuxuara longicristatus                                                         |
|  |                                                                                  |

|  | Tupuxuara leonardii      |
|  |                          |
|  | Tupuxuara longicristatus |
|  |                          |

|  | Domeykodactylus ceciliae |
|  |                          |
|  | Dsungaripterus weii      |
|  |                          |

|  | Noripterus complicidens |
|  |                         |
|  | Noripterus parvus       |
|  |                         |

|  | Domeykodactylus ceciliae |
|  |                          |
|  | Dsungaripterus weii      |
|  |                          |

|  | Noripterus complicidens |
|  |                         |
|  | Noripterus parvus       |
|  |                         |

|  | Shenzhoupterus chaoyangensis                                                  |
|  |                                                                               |
|  | \| \| Chaoyangopterus zhangi \| \| \| \| \| \| Jidapterus edentus \| \| \| \| |
|  |                                                                               |
|  | Chaoyangopterus zhangi                                                        |
|  |                                                                               |
|  | Jidapterus edentus                                                            |
|  |                                                                               |

|  | Chaoyangopterus zhangi |
|  |                        |
|  | Jidapterus edentus     |
|  |                        |

|  | Shenzhoupterus chaoyangensis                                                  |
|  |                                                                               |
|  | \| \| Chaoyangopterus zhangi \| \| \| \| \| \| Jidapterus edentus \| \| \| \| |
|  |                                                                               |
|  | Chaoyangopterus zhangi                                                        |
|  |                                                                               |
|  | Jidapterus edentus                                                            |
|  |                                                                               |

|  | Chaoyangopterus zhangi |
|  |                        |
|  | Jidapterus edentus     |
|  |                        |

|  | Zhejiangopterus linhaiensis |
|  | |
|  | \| \| Arambourgiania philadelphiae \| \| \| \| \| \| Quetzalcoatlus northropi \| \| \| \| \| \| Quetzalcoatlus lawsoni \| \| \| \| |
|  | |
|  | Arambourgiania philadelphiae |
|  | |
|  | Quetzalcoatlus northropi |
|  | |
|  | Quetzalcoatlus lawsoni |
|  | |

|  | Arambourgiania philadelphiae |
|  |                              |
|  | Quetzalcoatlus northropi     |
|  |                              |
|  | Quetzalcoatlus lawsoni       |
|  |                              |

|  | Zhejiangopterus linhaiensis |
|  | |
|  | \| \| Arambourgiania philadelphiae \| \| \| \| \| \| Quetzalcoatlus northropi \| \| \| \| \| \| Quetzalcoatlus lawsoni \| \| \| \| |
|  | |
|  | Arambourgiania philadelphiae |
|  | |
|  | Quetzalcoatlus northropi |
|  | |
|  | Quetzalcoatlus lawsoni |
|  | |

|  | Arambourgiania philadelphiae |
|  |                              |
|  | Quetzalcoatlus northropi     |
|  |                              |
|  | Quetzalcoatlus lawsoni       |
|  |                              |

|  | Zhejiangopterus linhaiensis |
|  | |
|  | \| \| Arambourgiania philadelphiae \| \| \| \| \| \| Quetzalcoatlus northropi \| \| \| \| \| \| Quetzalcoatlus lawsoni \| \| \| \| |
|  | |
|  | Arambourgiania philadelphiae |
|  | |
|  | Quetzalcoatlus northropi |
|  | |
|  | Quetzalcoatlus lawsoni |
|  | |

|  | Arambourgiania philadelphiae |
|  |                              |
|  | Quetzalcoatlus northropi     |
|  |                              |
|  | Quetzalcoatlus lawsoni       |
|  |                              |

|  | Zhejiangopterus linhaiensis |
|  | |
|  | \| \| Arambourgiania philadelphiae \| \| \| \| \| \| Quetzalcoatlus northropi \| \| \| \| \| \| Quetzalcoatlus lawsoni \| \| \| \| |
|  | |
|  | Arambourgiania philadelphiae |
|  | |
|  | Quetzalcoatlus northropi |
|  | |
|  | Quetzalcoatlus lawsoni |
|  | |

|  | Arambourgiania philadelphiae |
|  |                              |
|  | Quetzalcoatlus northropi     |
|  |                              |
|  | Quetzalcoatlus lawsoni       |
|  |                              |

|  | Zhejiangopterus linhaiensis |
|  | |
|  | \| \| Arambourgiania philadelphiae \| \| \| \| \| \| Quetzalcoatlus northropi \| \| \| \| \| \| Quetzalcoatlus lawsoni \| \| \| \| |
|  | |
|  | Arambourgiania philadelphiae |
|  | |
|  | Quetzalcoatlus northropi |
|  | |
|  | Quetzalcoatlus lawsoni |
|  | |

|  | Arambourgiania philadelphiae |
|  |                              |
|  | Quetzalcoatlus northropi     |
|  |                              |
|  | Quetzalcoatlus lawsoni       |
|  |                              |

|  | Zhejiangopterus linhaiensis |
|  | |
|  | \| \| Arambourgiania philadelphiae \| \| \| \| \| \| Quetzalcoatlus northropi \| \| \| \| \| \| Quetzalcoatlus lawsoni \| \| \| \| |
|  | |
|  | Arambourgiania philadelphiae |
|  | |
|  | Quetzalcoatlus northropi |
|  | |
|  | Quetzalcoatlus lawsoni |
|  | |

|  | Arambourgiania philadelphiae |
|  |                              |
|  | Quetzalcoatlus northropi     |
|  |                              |
|  | Quetzalcoatlus lawsoni       |
|  |                              |

|  | Zhejiangopterus linhaiensis |
|  | |
|  | \| \| Arambourgiania philadelphiae \| \| \| \| \| \| Quetzalcoatlus northropi \| \| \| \| \| \| Quetzalcoatlus lawsoni \| \| \| \| |
|  | |
|  | Arambourgiania philadelphiae |
|  | |
|  | Quetzalcoatlus northropi |
|  | |
|  | Quetzalcoatlus lawsoni |
|  | |

|  | Arambourgiania philadelphiae |
|  |                              |
|  | Quetzalcoatlus northropi     |
|  |                              |
|  | Quetzalcoatlus lawsoni       |
|  |                              |

|  | Zhejiangopterus linhaiensis |
|  | |
|  | \| \| Arambourgiania philadelphiae \| \| \| \| \| \| Quetzalcoatlus northropi \| \| \| \| \| \| Quetzalcoatlus lawsoni \| \| \| \| |
|  | |
|  | Arambourgiania philadelphiae |
|  | |
|  | Quetzalcoatlus northropi |
|  | |
|  | Quetzalcoatlus lawsoni |
|  | |

|  | Arambourgiania philadelphiae |
|  |                              |
|  | Quetzalcoatlus northropi     |
|  |                              |
|  | Quetzalcoatlus lawsoni       |
|  |                              |

|  | Shenzhoupterus chaoyangensis                                                  |
|  |                                                                               |
|  | \| \| Chaoyangopterus zhangi \| \| \| \| \| \| Jidapterus edentus \| \| \| \| |
|  |                                                                               |
|  | Chaoyangopterus zhangi                                                        |
|  |                                                                               |
|  | Jidapterus edentus                                                            |
|  |                                                                               |

|  | Chaoyangopterus zhangi |
|  |                        |
|  | Jidapterus edentus     |
|  |                        |

|  | Shenzhoupterus chaoyangensis                                                  |
|  |                                                                               |
|  | \| \| Chaoyangopterus zhangi \| \| \| \| \| \| Jidapterus edentus \| \| \| \| |
|  |                                                                               |
|  | Chaoyangopterus zhangi                                                        |
|  |                                                                               |
|  | Jidapterus edentus                                                            |
|  |                                                                               |

|  | Chaoyangopterus zhangi |
|  |                        |
|  | Jidapterus edentus     |
|  |                        |

|  | Zhejiangopterus linhaiensis |
|  | |
|  | \| \| Arambourgiania philadelphiae \| \| \| \| \| \| Quetzalcoatlus northropi \| \| \| \| \| \| Quetzalcoatlus lawsoni \| \| \| \| |
|  | |
|  | Arambourgiania philadelphiae |
|  | |
|  | Quetzalcoatlus northropi |
|  | |
|  | Quetzalcoatlus lawsoni |
|  | |

|  | Arambourgiania philadelphiae |
|  |                              |
|  | Quetzalcoatlus northropi     |
|  |                              |
|  | Quetzalcoatlus lawsoni       |
|  |                              |

|  | Zhejiangopterus linhaiensis |
|  | |
|  | \| \| Arambourgiania philadelphiae \| \| \| \| \| \| Quetzalcoatlus northropi \| \| \| \| \| \| Quetzalcoatlus lawsoni \| \| \| \| |
|  | |
|  | Arambourgiania philadelphiae |
|  | |
|  | Quetzalcoatlus northropi |
|  | |
|  | Quetzalcoatlus lawsoni |
|  | |

|  | Arambourgiania philadelphiae |
|  |                              |
|  | Quetzalcoatlus northropi     |
|  |                              |
|  | Quetzalcoatlus lawsoni       |
|  |                              |

|  | Zhejiangopterus linhaiensis |
|  | |
|  | \| \| Arambourgiania philadelphiae \| \| \| \| \| \| Quetzalcoatlus northropi \| \| \| \| \| \| Quetzalcoatlus lawsoni \| \| \| \| |
|  | |
|  | Arambourgiania philadelphiae |
|  | |
|  | Quetzalcoatlus northropi |
|  | |
|  | Quetzalcoatlus lawsoni |
|  | |

|  | Arambourgiania philadelphiae |
|  |                              |
|  | Quetzalcoatlus northropi     |
|  |                              |
|  | Quetzalcoatlus lawsoni       |
|  |                              |

|  | Zhejiangopterus linhaiensis |
|  | |
|  | \| \| Arambourgiania philadelphiae \| \| \| \| \| \| Quetzalcoatlus northropi \| \| \| \| \| \| Quetzalcoatlus lawsoni \| \| \| \| |
|  | |
|  | Arambourgiania philadelphiae |
|  | |
|  | Quetzalcoatlus northropi |
|  | |
|  | Quetzalcoatlus lawsoni |
|  | |

|  | Arambourgiania philadelphiae |
|  |                              |
|  | Quetzalcoatlus northropi     |
|  |                              |
|  | Quetzalcoatlus lawsoni       |
|  |                              |

|  | Zhejiangopterus linhaiensis |
|  | |
|  | \| \| Arambourgiania philadelphiae \| \| \| \| \| \| Quetzalcoatlus northropi \| \| \| \| \| \| Quetzalcoatlus lawsoni \| \| \| \| |
|  | |
|  | Arambourgiania philadelphiae |
|  | |
|  | Quetzalcoatlus northropi |
|  | |
|  | Quetzalcoatlus lawsoni |
|  | |

|  | Arambourgiania philadelphiae |
|  |                              |
|  | Quetzalcoatlus northropi     |
|  |                              |
|  | Quetzalcoatlus lawsoni       |
|  |                              |

|  | Zhejiangopterus linhaiensis |
|  | |
|  | \| \| Arambourgiania philadelphiae \| \| \| \| \| \| Quetzalcoatlus northropi \| \| \| \| \| \| Quetzalcoatlus lawsoni \| \| \| \| |
|  | |
|  | Arambourgiania philadelphiae |
|  | |
|  | Quetzalcoatlus northropi |
|  | |
|  | Quetzalcoatlus lawsoni |
|  | |

|  | Arambourgiania philadelphiae |
|  |                              |
|  | Quetzalcoatlus northropi     |
|  |                              |
|  | Quetzalcoatlus lawsoni       |
|  |                              |

|  | Zhejiangopterus linhaiensis |
|  | |
|  | \| \| Arambourgiania philadelphiae \| \| \| \| \| \| Quetzalcoatlus northropi \| \| \| \| \| \| Quetzalcoatlus lawsoni \| \| \| \| |
|  | |
|  | Arambourgiania philadelphiae |
|  | |
|  | Quetzalcoatlus northropi |
|  | |
|  | Quetzalcoatlus lawsoni |
|  | |

|  | Arambourgiania philadelphiae |
|  |                              |
|  | Quetzalcoatlus northropi     |
|  |                              |
|  | Quetzalcoatlus lawsoni       |
|  |                              |

|  | Zhejiangopterus linhaiensis |
|  | |
|  | \| \| Arambourgiania philadelphiae \| \| \| \| \| \| Quetzalcoatlus northropi \| \| \| \| \| \| Quetzalcoatlus lawsoni \| \| \| \| |
|  | |
|  | Arambourgiania philadelphiae |
|  | |
|  | Quetzalcoatlus northropi |
|  | |
|  | Quetzalcoatlus lawsoni |
|  | |

|  | Arambourgiania philadelphiae |
|  |                              |
|  | Quetzalcoatlus northropi     |
|  |                              |
|  | Quetzalcoatlus lawsoni       |
|  |                              |

## Storia della scoperta

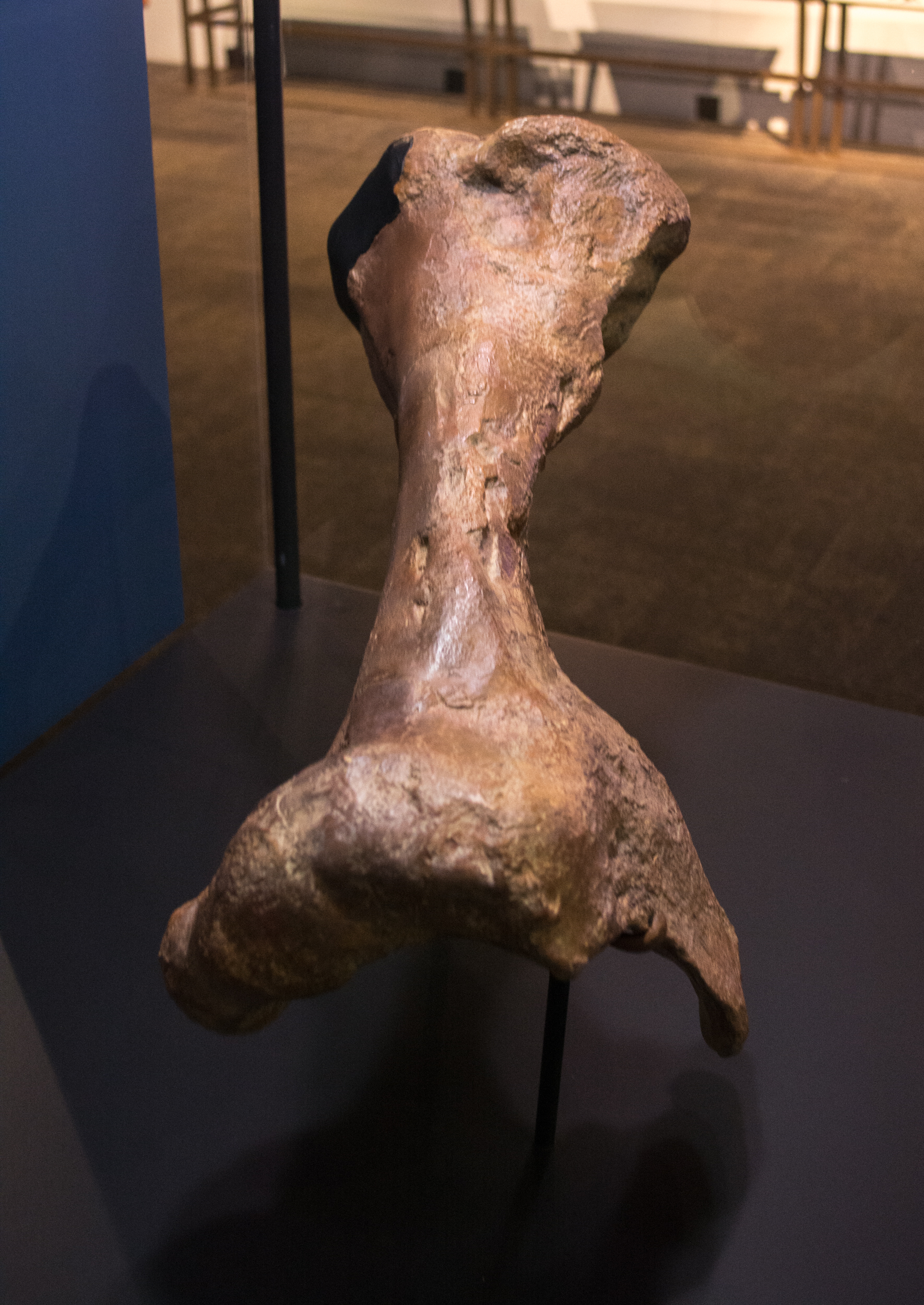
Calco dell'omero dell'olotipo

I primi fossili di Quetzalcoatlus furono scoperti nel 1971 nel Big Bend National Park, in Texas (Stati Uniti), all'interno delle rocce sedimentarie della Formazione Javelina, risalente al Maastrichtiano, circa 68 milioni di anni fa. Il ritrovamento fu effettuato da uno studente di geologia dell'Università del Texas. L'esemplare consisteva in un'ala parziale – composta da avambraccio e quarto dito allungato – appartenente a un individuo la cui apertura alare è stata stimata in oltre 10 metri.
Successivamente, Douglas Lawson identificò un secondo sito coevo, situato a circa 40 km dal primo. Tra il 1972 e il 1974, il paleontologo Wann Langston Jr. del Texas Memorial Museum recuperò tre scheletri frammentari appartenenti a individui di dimensioni minori. Nel 1975, Lawson annunciò ufficialmente la scoperta in un articolo pubblicato su Science. Nello stesso anno, in una successiva lettera alla rivista, catalogò l'esemplare originale (TMM 41450-3) come olotipo di un nuovo genere e specie: Quetzalcoatlus northropi. Il nome del genere fa riferimento alla divinità azteca Quetzalcoatl, il «serpente piumato», mentre l'epiteto specifico northropi è un omaggio a John K. Northrop, pioniere dell'ingegneria aeronautica e promotore di grandi velivoli ad ala volante, simili nella forma a Quetzalcoatlus.
Inizialmente si pensava che gli esemplari più piccoli rappresentassero individui giovani o subadulti di Q. northropi, ma ulteriori studi rivelarono che appartenevano a una specie distinta. Nel 1996, Alexander Kellner e Langston indicarono provvisoriamente questi resti come Quetzalcoatlus sp., ritenendo che lo stato tassonomico fosse ancora troppo incerto per assegnare un nuovo nome specifico. Questi esemplari, più completi dell'olotipo di Q. northropi, includono quattro crani parziali, ma sono molto più piccoli, con un'apertura alare stimata di 5,5 metri. Solo nel 2021, questi individui vennero ufficialmente riconosciuti come una nuova specie: Quetzalcoatlus lawsoni, in onore dello scopritore del genere.

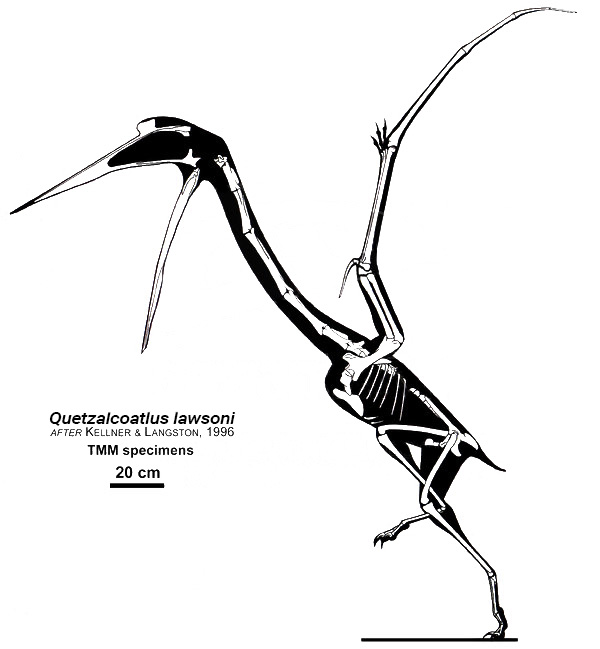
Illustrazione dello scheletro di Q. lawsoni.

L'olotipo di Q. northropi rimase per lungo tempo mal descritto e privo di caratteri diagnostici certi, rendendo la classificazione del genere Quetzalcoatlus problematica. Mark Witton e colleghi (2010) osservarono che i frammenti ossei dell'ala, su cui si basa Q. northropi, presentano caratteristiche troppo generiche per essere diagnostiche a livello di specie o genere. Questo complica il confronto con altri azhdarchidi giganti, come Hatzegopteryx. Witton et al. suggerirono persino che, in assenza di tratti distintivi certi, Hatzegopteryx potrebbe rappresentare una forma europea di Quetzalcoatlus. Tuttavia, differenze significative tra il materiale cranico di Hatzegopteryx e quello di Q. lawsoni rendono improbabile una corrispondenza diretta. La validità di Q. northropi potrà essere definitivamente accertata solo quando ne verranno identificati caratteri diagnostici chiari e saranno chiarite le sue relazioni filogenetiche con Q. lawsoni. Un'ulteriore complicazione è rappresentata dalla possibilità che questi enormi pterosauri fossero in grado di compiere voli transcontinentali, ipotizzando così una distribuzione potenzialmente cosmopolita per gli azhdarchidi giganti. Tuttavia, lo studio condotto da Andres e Langston Jr. nel 2021 ha contribuito a chiarire le relazioni tassonomiche, confermando la validità di Q. lawsoni come specie distinta e la sua appartenenza al genere Quetzalcoatlus.
Nel 2002, durante lo scavo di un esemplare di Tyrannosaurus, fu recuperata una vertebra cervicale di azhdarchide dalla Formazione Hell Creek (BMR P2002.2), inizialmente attribuita a Quetzalcoatlus. La vertebra non mostrava segni di morsi, nonostante la vicinanza ai resti del grande teropode. L'apertura alare stimata per l'animale era di circa 5-5,5 metri. Nel 2021, Andres e Langston Jr. ritennero che l'esemplare appartenesse a un azhdarchiforme non meglio identificato. Tuttavia, nel 2025, lo stesso fossile è stato attribuito a un nuovo genere e specie, Infernodrakon hastacollis, più strettamente imparentato ad Arambourgiania che a Quetzalcoatlus. Un'ulteriore vertebra cervicale (FSAC-OB 14) proveniente dal Marocco, simile a quelle di Quetzalcoatlus, è stata descritta come aff. Quetzalcoatlus, suggerendo possibili affinità ma senza una conferma definitiva.

## Paleobiologia
I fossili indicano che Quetzalcoatlus era particolarmente abbondante in Texas, nello stato faunistico di Lance, dove coesisteva con il gigantesco sauropode erbivoro Alamosaurus. La presenza combinata di Quetzalcoatlus e Alamosaurus suggerisce che questo habitat fosse costituito da ampie pianure interne semi-aride. Sebbene fossero presenti precursori di Quetzalcoatlus anche in altre zone del Nord America, secondo alcuni esperti la sua ampia distribuzione geografica non fu il risultato di una migrazione, ma piuttosto dell'espansione del suo habitat naturale. Quetzalcoatlus condivideva il proprio areale con un altro azhdarchide, Wellnhopterus, e con un ulteriore pterosauro non ancora completamente identificato, suggerendo una diversità relativamente elevata di pterosauri nel Cretaceo superiore nordamericano.

### Alimentazione

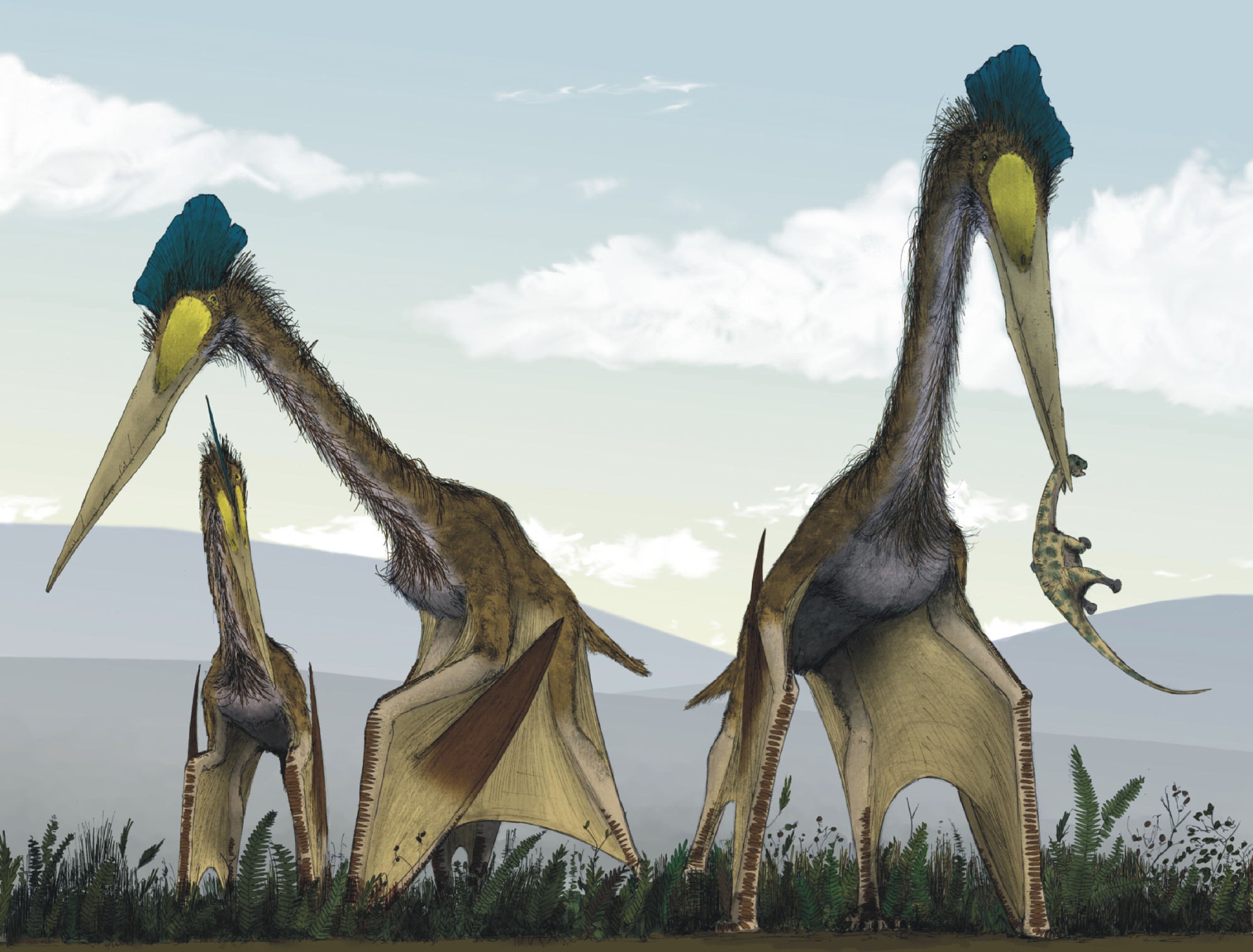
Rappresentazione artistica di un gruppo di Quetzalcoatlus che cacciano a terra

La peculiare anatomia di Quetzalcoatlus rende complessa la comprensione del suo comportamento alimentare, e per questo motivo sono state proposte diverse ipotesi. Considerando che i suoi fossili provengono da ambienti lontani da mari, grandi fiumi o laghi profondi, il paleontologo Douglas Lawson (1975) respinse l'idea che l'animale si nutrisse di pesci, come altri pterosauri. Propose invece che Quetzalcoatlus fosse uno spazzino, paragonabile al moderno marabù africano, nutrendosi delle carcasse dei sauropodi come Alamosaurus, i cui resti erano spesso rinvenuti assieme a quelli dello pterosauro.
Nel 1996, Thomas Lehman e Wann Langston rigettarono l'ipotesi del saprofagismo, evidenziando che la forma del becco di Quetzalcoatlus differisce significativamente da quella degli attuali uccelli necrofagi. Rivalutarono quindi la possibilità che l'animale fosse piscivoro, suggerendo che potesse raggiungere rapidamente la costa e catturare pesci a pelo d'acqua, analogamente agli uccelli del genere Rynchops (becco a forbice). Tuttavia, uno studio del 2007 dimostrò che un tale stile di alimentazione non era energeticamente sostenibile per animali di quelle dimensioni, poiché le ampie ali avrebbero incontrato una forte resistenza aerodinamica durante il volo radente sull'acqua. Nel 2008, Mark Witton e Darren Naish pubblicarono un'analisi approfondita delle abitudini alimentari degli azhdarchidi. Essi rilevarono che i resti di questi pterosauri sono quasi esclusivamente rinvenuti in depositi terrestri interni, e che la loro morfologia – becco, mascella e collo – non è compatibile con quella di altri animali pescatori noti. Conclusero quindi che gli azhdarchidi, incluso Quetzalcoatlus, erano probabilmente predatori terrestri, che si muovevano tra l'erba alta o lungo i corsi d'acqua, cibandosi di piccoli vertebrati, inclusi forse piccoli dinosauri. A supporto di questa ipotesi vi è la morfologia degli arti: sebbene Quetzalcoatlus, come altri pterosauri, fosse un quadrupede a terra, la proporzione tra arti anteriori e posteriori richiama quella dei moderni mammiferi cursoriali (come cavalli o antilopi), indicando una buona adattabilità alla vita terrestre.

### Volo

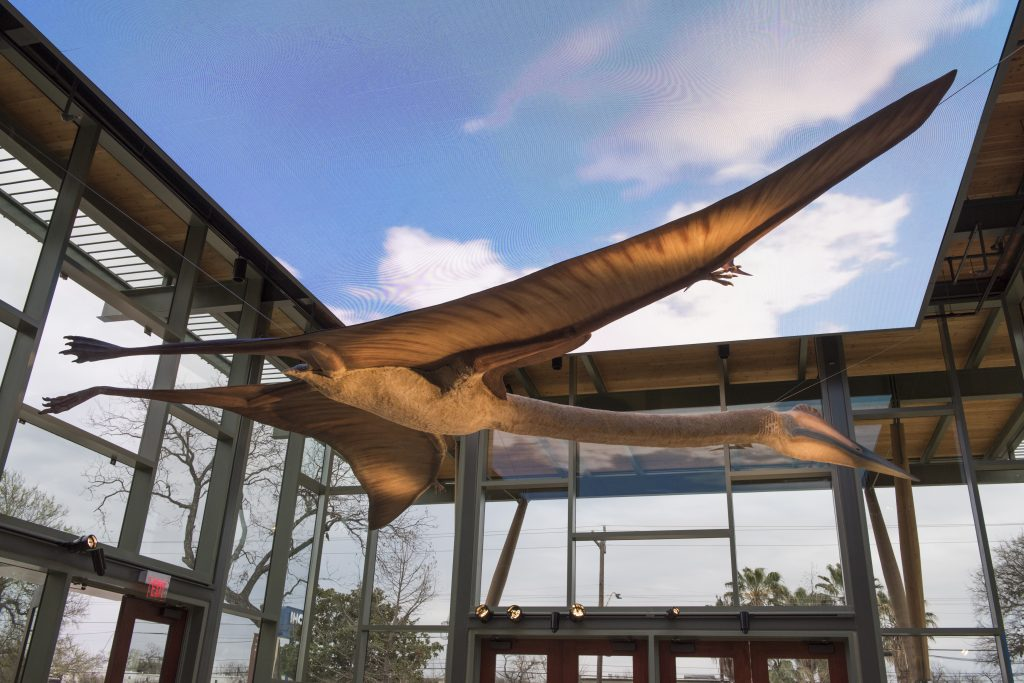
Ricostruzione di Q, northropi in volo, al Witte Museum, Texas

Il metodo di volo di Quetzalcoatlus e degli altri azhdarchidi giganti è stato a lungo oggetto di dibattito. Già nel 1984, Paul MacCready condusse un esperimento di ingegneria aerodinamica costruendo un modello funzionante di ornitottero basato su Quetzalcoatlus, che volò con successo utilizzando una combinazione di planate e battiti d'ala. Tuttavia, il modello era basato su una stima di peso di 80 kg, molto inferiore rispetto alle valutazioni moderne, che superano i 200 kg. Le stime di peso sono cruciali per valutare le capacità di volo, e variano ampiamente. Alcuni ricercatori suggeriscono che questi animali volassero lentamente con planate prolungate, altri ritengono che fossero capaci di voli rapidi e dinamici. Nel 2010, Donald Henderson stimò che Q. northropi pesasse 540 kg, ritenendolo troppo pesante per il volo attivo, e ipotizzò che fosse terrestre obbligato.

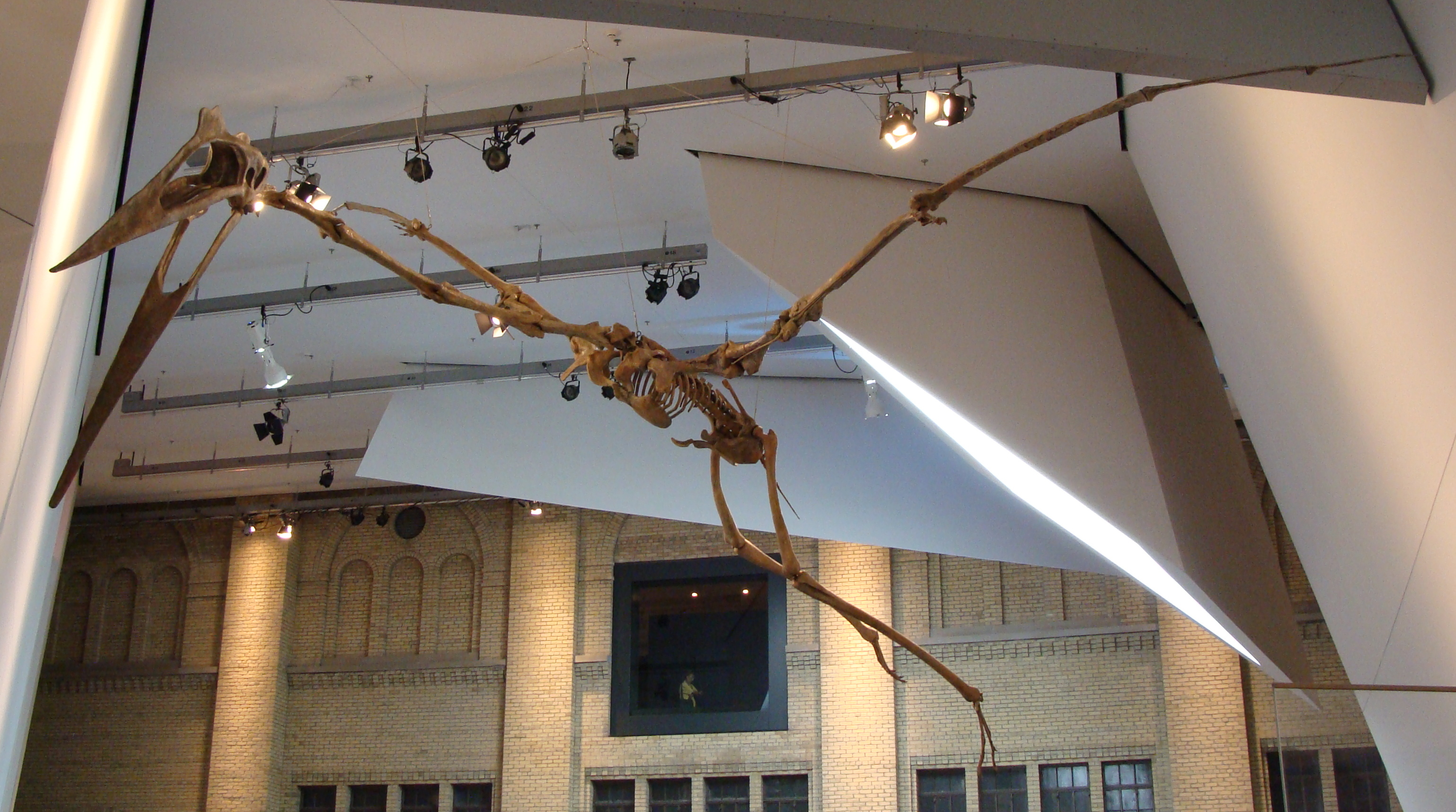
Scheletro di Quetzalcoatlus montato in volo, al Royal Ontario Museum

Tuttavia, molti studi successivi hanno contestato le conclusioni di Henderson. Nello stesso anno, Mike Habib (Chatham University) e Mark Witton svilupparono un modello biomeccanico completo, tenendo conto dell'aerodinamica, dell'apertura alare e della massa. I loro risultati indicarono che Q. northropi era in grado di volare a fino a 130 km/h per 7-10 giorni, raggiungendo quote di 4500 metri. Habib ipotizzò anche distanze di volo comprese tra 13.000 e 20.000 km. Habib criticò lo studio di Henderson per aver utilizzato modelli anatomici obsoleti e sottovalutato la robustezza scheletrica del genere. Il nuovo modello proponeva che i grandi pterosauri decollassero con un potente slancio quadrupede, seguito da volo planato termico. Tuttavia, altri studi hanno suggerito che Quetzalcoatlus potesse essere un planatore relativamente inefficiente, e che spiccasse il volo solo quando minacciato, comportandosi in modo simile a otarde e buceri terricoli.
Nel 2021, Kevin Padian e colleghi hanno pubblicato una serie di studi su Q. northropi e Q. lawsoni, rivelando che Quetzalcoatlus possedeva uno sterno ampio, capace di sostenere potenti muscoli per il volo. Gli autori ipotizzarono che l'animale usasse le zampe posteriori per lanciarsi fino a 2,4 metri d'altezza, acquisendo così slancio sufficiente per il decollo. Lo studio di Padian ha anche suggerito che a terra Quetzalcoatlus mantenesse un'andatura quadrupede stabile ma peculiare, sollevando alternatamente un'ala e la gamba corrispondente per avanzare in modo coordinato, evitando di inciampare. Infine, gli autori proposero che le ali degli pterosauri, almeno in questo genere, fossero attaccate solo al tronco, con gambe e piedi liberi e retratti sotto il corpo, similmente a quanto avviene negli uccelli moderni in volo.

## Nella cultura di massa

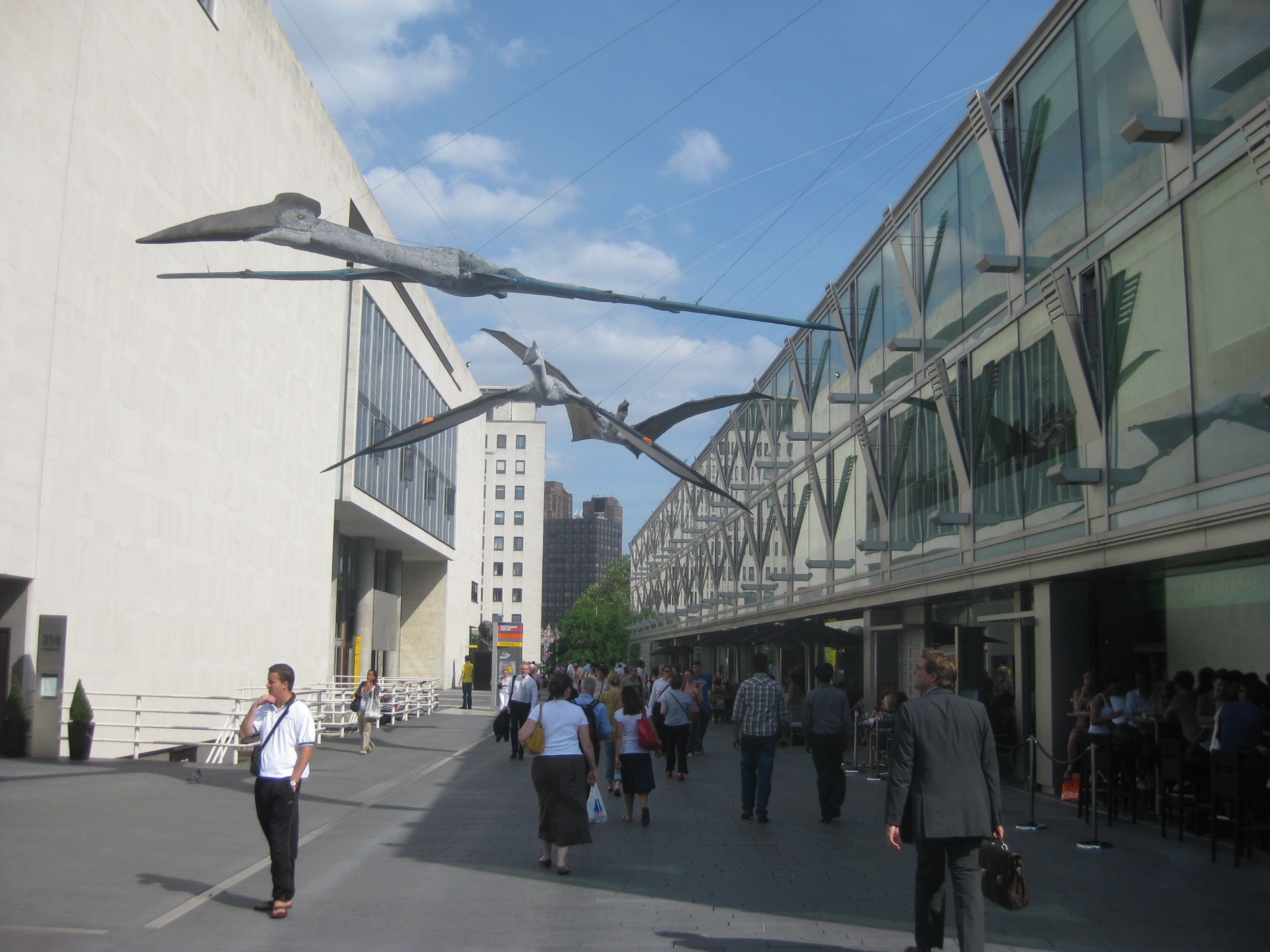
Modelli espositivi di Quetzalcoatlus alla South Bank for the Royal Society per il suo 350th anniversario

Grazie alla sua fama di più grande creatura volante mai esistita, Quetzalcoatlus è apparso in numerosi documentari, film e serie televisive a partire dagli anni '80. Nel 1986, lo Smithsonian Institution realizzò un modello robotico a grandezza naturale dell'animale, utilizzato nel documentario IMAX On the Wing, girato presso lo Space Museum di Washington. L'animale è comparso anche in numerosi documentari televisivi: nel 2009 è presente in Jurassic War, dove viene erroneamente descritto come un dinosauro e gli viene attribuita la capacità (non dimostrata) di percepire gli ultravioletti. Nel film-documentario La marcia dei dinosauri (2011), Quetzalcoatlus è rappresentato come bipede e saprofago, un'interpretazione oggi considerata superata. Appare anche nella serie Animal Armageddon (2009), dove è correttamente raffigurato con picnofibre, la peluria tipica di tutti gli pterosauri. Nel documentario Flying Monsters 3D della BBC (2010), un Quetzalcoatlus anatomicamente accurato viene mostrato con abitudini saprofaghe. Una rappresentazione simile è presente nel documentario L'impero dei dinosauri (2001). Inoltre, nel contenuto extra Ritorno a Jurassic Park incluso nella versione Blu-ray della saga, John R. Horner afferma che le dimensioni degli Pteranodon visti in Jurassic Park III corrispondono in realtà a quelle di Quetzalcoatlus, scelte per aumentare l'impatto visivo.
Nel giugno 2010, diversi modelli a grandezza naturale di Q. northropi furono esposti presso la South Bank di Londra, per celebrare il 350° anniversario della Royal Society. I modelli, mostrati sia in posizione di volo sia a terra, avevano un'apertura alare di 9 metri, e furono realizzati da scienziati della University of Portsmouth (tra cui David Martill, Mark Witton e Bob Loveridge) in collaborazione con gli ingegneri della Griffon Hoverwork. Essi rappresentano una delle ricostruzioni più accurate mai realizzate, basate sull'anatomia scheletrica nota e sulle caratteristiche comuni ad altri azhdarchidi.
Nel 1985, la DARPA e AeroVironment usarono l'anatomia di Quetzalcoatlus northropi come modello per un prototipo di ornitottero UAV. Il dispositivo, con apertura alare di 5,5 metri e peso di 18 kg, incorporava un sistema di controllo con pilota automatico, sensori e servoattuatori. La coincidenza interessante è che Douglas A. Lawson, scopritore dell'animale, scelse il nome specifico northropi in onore di Jack Northrop, pioniere dell'aviazione e sviluppatore di aerei ad ala volante. Il modello è esposto presso il National Air and Space Museum.
Nel cinema, Quetzalcoatlus compare in Jurassic World - Il dominio (2022), dove attacca un aereo, con un design accurato ma dimensioni esagerate rispetto a quelle reali. La specie apparirà nuovamente in Jurassic World - La rinascita (2025), con un aspetto notevolmente diverso.
Infine, nella serie documentaria Il pianeta preistorico, Quetzalcoatlus ha un ruolo rilevante in più episodi. Nella prima stagione, una femmina difende il suo nido da un esemplare più anziano e più grande; nella seconda stagione, due femmine competono con un Tyrannosaurus rex per la carcassa di un Alamosaurus. In una scena spettacolare, i due pterosauri beccano ripetutamente il dorso del predatore, che è costretto alla fuga, lasciando loro il pasto.